# Космос-93
Космос-93 је један од преко 2400 совјетских вјештачких сателита лансираних у оквиру програма Космос.
Космос-93 је лансиран са космодрома Капустин Јар, СССР, 19. октобра 1965. Ракета-носач Р-12 Двина (8К63, НАТО ознака SS-4 Sandal) са додатим степеном је поставила сателит у орбиту око планете Земље. Маса сателита при лансирању је износила 305 килограма. Космос-93 је био сателит намијењен за војно и научно истраживање.